# 차동고개
차동고개는 충청남도 공주시 유구읍 녹천리와 예산군 신양면 차동리 사이에 위치한 고개이다. 높이는 해발 215m이며 금북정맥을 넘는 고개 중 하나이다.
《신증동국여지승람》에서는 "차유현(車踰峴)은 서쪽 35리에 있다."라는 기사가 있어 조선 성종 때에는 차유현이라고 불렸음을 알 수 있으며, 《대동지지》와 《대동여지도》에는 이 고개 이름이 차유령(車踰嶺)으로 기록되어 있다.

## 유래
불왕골에 차씨 성을 가진 차서방이라는 사람이 홀어머니를 모시고 살았는데, 어머니가 병이 들어 눕게 되자 약값을 마련하기 위해 지금의 차동고개에서 나무를 하여 장에다가 팔았지만 약값을 마련하기에는 턱없이 부족했다. 하루는 나무를 하다가 지쳐 쓰려져 잠이 들었는데 꿈에서 할아버지(또는 산신령)가 나타나 지금 있는 곳에서 동쪽으로 가면 산삼이 있다고 계시해주었고, 차서방은 알려준대로 동쪽으로 가 산삼을 캐서 어머니께 달여 먹이자 어머니의 병이 씻은 듯이 나았다고 한다. 이후 이 고개 명칭을 차서방이 동쪽에서 산삼을 얻은 고개라 하여 "차동고개"라고 불리게 되었다고 한다.

## 교통
국도 제32호선과 서산영덕고속도로가 지난다. 서산영덕고속도로는 2009년 5월 28일 당진 ~ 대전 구간이 개통하면서 차동터널을 통해 이 고개를 통과하며, 국도 제32호선은 본래 차동고개를 직접 넘어갔지만 2014년 12월 29일 신양 ~ 신풍간 도로가 개통되면서 차동터널을 통해 이 고개를 통과한다.